# Quaternio terminorum
Виникнення четвертого терма, також почетверення термінів (лат. quaternio terminorum) — логічна хиба ділової комунікації, коли в доведенні з'являється четвертий терм, який має інше значення і тому не може зв'язати крайні терми умовиводу. Тут порушується перше правило простого категоричного силогізму, яке говорить, що у всякому доведенні має бути лише три терми. Суть помилки полягає у тому, що одне слово має кілька різних значень і співрозмовник використовує кожне з них тоді, коли йому це необхідно, не зважаючи на попередження опонента:
- міністерство — орган управління;
- мозок — орган управління;
- отже, мозок — міністерство.

Але, як відомо, мозок не міністерство, а головний орган людини. «Орган управління», має, як мінімум, два значення: у першому розуміється орган державного управління, а в другому — те, що керує нервовою системою тварини та людей. У результаті хибного доведення з'явилося чотири терни (і два значення у середньому термі), оскільки йдеться про різні значення у словосполученні «орган управління». Висновок у дедуктивному силогізмі ніколи не буде правильним, якщо середній терм трактується у двох сенсах. Тут порушується закон тотожності: двозначно витлумачений терм «орган управління» вже не може зв'язати крайні терми «мозок» і «міністерство». Подібна помилка є одним із прийомів змішування різних понять, тобто використання одночасно різних значень одного слова з метою маніпулювання опонентом, коли одне поняття на початку підмінюється іншим наприкінці.